# アニメ制作の国際分業化
アニメ制作の国際分業化（アニメせいさくのこくさいぶんぎょうか）では、主に日本のアニメーションの制作過程の一部が海外へ移される現象について解説する。
なお、制作過程の一部が日本へ移された海外アニメの解説や、個人製作のWebアニメーションなどについてはここでは除外する。

## 概要
元々、アニメーションの創成期は限られたスタッフが脚本・演出・原画・動画・彩色・背景・撮影などの作業はスタジオ内部で完結していた。それは、第二次世界大戦前・戦後初期までのアニメーションは劇場公開用などの短い短編アニメーションが主流だったからであり、制作期間にも十分な時間があったため、わずかな人数で制作が可能だったからである。
1958年に東映動画（現：東映アニメーション）が年に数作ずつ定期的に長編アニメ映画を制作するようになっても変わらなかった。1963年に放送された日本国内初の本格的なテレビアニメ『鉄腕アトム』でテレビアニメ時代の幕が開き、大量生産の必要から外注体制が築かれて、外注システムが始まる。当初は日本国内のスタジオに外注に出していたが、1970年代に入ると、中国や韓国、または台湾などの、人件費の低く地理的にも近い日本国外に動画や彩色の工程を主に外注するようになった。
ただし、これは日本に特有の事情のためではない。というのもアニメが労働集約型産業であり、人件費がコストに跳ね返るため、日本以外の国でも自国より人件費の安い国外に労働部分を外注に出すことは珍しくない。1950年代にハリウッドのメジャースタジオのアニメ部門が続々と閉鎖され劇場向け短編アニメの時代が終わったアメリカがテレビアニメを制作するようになると、まず1959年にアメリカのテレビアニメ『ロッキーとブルウィンクルの大冒険』が一部の作業をメキシコのスタジオに委託したことを皮切りに、様々な国へ外注するようになり、特に日本を含む東アジアに下請けを委託するようになった。一例として東映動画が1980年代を中心にアメリカから受注し、東京ムービー新社も1980年代以降、ウォルト・ディズニー・カンパニーやワーナー・ブラザースから作画などの仕事を請け負っている。
日本が国外に部分的に外注したもっとも早い例では、1967年に韓国で動画以降の作業が行われた第一動画の『黄金バット』が当てはまり、続く同社の『妖怪人間ベム』が韓国への外注のはしりとされる。大手のスタジオとなると、1972年から労働争議に揺れていた東映動画が、1973年に『ミラクル少女リミットちゃん』から韓国の大元動画、東紀動画、世映動画に日本人スタッフを派遣し、作画などの技術指導しながら下請けに出すようになる。同国への発注は人件費が高騰する1980年代後半まで続いた。
東映動画以外でも、タツノコプロは1977年に設立した子会社のアニメフレンドを通じて、韓国へグロス出しを行っている。東京ムービー作品の制作を行なっていたAプロダクションもまた1970年代初めに台湾に外注先を求めて人材を育成した。サンライズも台湾を外注先とし、現地の台北グループを作画監督の林良男と田島実に統括させた。
東映動画やアニメフレンドなど多くの場合、脚本や絵コンテといったプリプロダクションと音響などのポストプロダクション、原画と演出など高付加価値な工程を日本側が行い、動画・彩色など単価の安い工程を国外に外注に出すというのが通例である。
しかしこの当時は韓国など日本国外への外注は、アニメ業界ではタブー的な扱いで、おおっぴらにされていなかった。1986年にはNHKが放送の『アニメ三銃士』で動画以降の作業を韓国に発注することについて、日本のアニメ産業の空洞化につながるのではないかと国会質問がなされた。NHK側は、韓国のアニメ会社は制作能力が高く低コストであるとし、それが受信料の効率的な使い方になると説明。韓国への発注は日本よりも1話あたり100万円から200万円ほど廉価であると具体的な数字を挙げた。
1980年代後半から1990年代にかけて、韓国・台湾が経済成長により人件費のメリットを失い、中国、フィリピン、ベトナムにも部分的な下請けをさせるようになる。例を挙げると、手塚プロダクションは1991年に中国の北京に拠点をつくり、東映動画では1986年に拠点を韓国からフィリピンへ、さらに1987年からはタイとマレーシアにも発注するようになり、1985年から深圳で翡翠動画を立ち上げたショウ・ブラザーズなどの香港企業の珠江デルタでのアニメ制作拠点設置に続いて1988年の朝陽動画の上海進出を皮切りに年代動画・遠東動画・宏広動画・鴻鷹動画のような台湾の制作会社も制作拠点を中国に置き始め、この流れに乗じて日本企業も1988年から杭州に飛龍動画などを設立して全盛期は日本の70%超のアニメに中国が制作作業で関わった。日本のアニメを加工する中国企業は深圳・上海・杭州・無錫などに集中し、日本やディズニーのアニメのキャラクターグッズ制作も行ったとされる。韓国の人件費高騰は続き、21世紀に入ると欧米各国も韓国から中国、インド、フィリピンへと人件費の安い地域へ外注をシフトしていった。
東映アニメーション取締役だった山口康男は2004年に出した著書の中で、日本製アニメの動画から彩色までの作業の日本国外への依存率は約90%と記している。2012年時点には、アニメ演出家のふくだのりゆきは、「自らの主観」と断った上で、日本製アニメについて「動画のシェアでいえば、中国50%・韓国30%・国内20%」「原画でも国内60%・韓国30%・中国10%ぐらい」とし、日本製アニメにおいて「韓国と中国のアニメーターは必要不可欠」としている。
このように日本のアニメ産業は国外に動画の8割以上を依存するという状況にある。このため、原画を描くステップである動画が空洞化することが、将来の日本人アニメーター不足に繋がると懸念され、2010年代に第一線の実力あるアニメーターが30代後半から50代前半と高齢化していることが指摘されている。タツノコプロ社長を務めた成嶋弘毅はアニメーターの人材育成の他に、効率重視の分業は制作者同士の連帯感が失われることを問題点として挙げている。その他の問題点としては文化ギャップがある。手塚治虫が旧約聖書をアニメ化する『手塚治虫の旧約聖書物語』をイタリア側から発注を受けてデザインした際、時代考証に反することから何度もダメ出しが出され、これと同様な例として『MUSASHI -GUN道-』では中国と韓国のアニメーターが日本の時代劇の知識がないために苦労したという。
こうした状況の中でも、日本人の人材を育成することを目的として、設立以来、日本国外へ発注をして来なかったスタジオジブリのような存在もある、そのジブリもスケジュールの都合により、2001年公開の『千と千尋の神隠し』で初めて韓国に作画（動画）と彩色の一部を依頼した。このように人件費の理由でなく日本の人材の空洞化やスケジュールの都合から仕方なく日本国外に発注をせざるに得ない状況がある。アニメ監督の原恵一も、自らの監督作品『河童のクゥと夏休み』は国外への外注でなんとかなっているとし、日本純国産でのアニメ制作をしようとするとものすごく大変だと語っている。
サンライズ社長だった内田健二は、日本製アニメはアジア全域で制作されるシステムだからこそ、週に100本のテレビアニメを生産できるのだと述べている。
近隣アジアへの素材の運搬は、通称「協会便」というシステムが採用されている。アニメ制作会社が数社の共同組織により、各会社から代表を出して順番で発注先の国まで運搬するというものである。東京ムービー、マッドハウス、スタジオぴえろ、グループタックなどが加盟する韓国便の協会など、複数存在する。この協会便がない時代には、見ず知らずの韓国へ渡航する乗客に空港で頼み込んで運搬してもらったことをタツノコプロ出身の石川光久やスタジオぴえろに勤務した久島一仁が証言している。1990年代以降のアニメ制作のデジタル化に伴い、フィリピンに子会社を持つ東映アニメーションのように素材はデジタルデータ化してネットワークで外注先との送受信で完結し、物流そのものをなくしているケースもある。これにより空輸などの物流による制限がなくなるため、アジアのみならず世界のどことでもやりとりできるようになり、中にはマダガスカルで制作された作品もあったという。